# Mikrobølgeovn
En mikrobølgeovn, kort mikroovn, også nogle gange bare kaldet en mikro, er en køkkenindretning som benytter mikrobølger til at opvarme/koge mad.

## Den første mikroovn
Mikroovnen blev opfundet af amerikaneren Percy Spencer, der arbejdede for virksomheden Raytheon, som producerede våbenelektronik. Det begyndte med, at han en dag i 1945 havde noget jordnøddechokolade, der smeltede. Det skete ved et radarsystem, der udsendte mikrobølger med en frekvens på 2,5 Gigahertz (GHz) altså 2500000000 Hertz (Hz), så han testede efterfølgende apparatet ved at stille en pose med upoppede popcorn ved siden af, hvilket resulterede i at popcornene blev poppede. Spencer fandt ud af, at vand, kulhydrater og fedt blev sat i svingninger, og at der dermed udvikledes varme, omkring de 2,5 GHz, og efter noget tids udvikling kunne Raytheon i 1947 præsentere den første patenterede mikroovn, Raydarange. Mikroovnen havde en pris på 5000 dollars, brugte 3000 W og var 1,7 m høj. Den var desuden vandkølet og vejede 340 kg. Til at starte med blev den dog ikke brugt i private hjem, men bl.a. i tog og luksuslinere.

## Opvarmning af middagsretter
Vand på 60 °C er mest modtagelig for opvarmning fra de 2,45 GHz mikrobølger, der er den normale frekvens.
Fedt, sukker og is (frosset vand) opvarmes af mikrobølger, men i ringere grad, hvorfor optøning bør foretages med flere korte pulser efterfulgt af lange hvileperioder. 
Vælg derfor et lavt effekttrin: ("Optøning"), så varmen i allerede optøede dele kan fordele sig ind i de stadigt frosne dele. 
Optøs en middagsret ved fuld effekt, kan overfladen koge (og den oprindelige smag spoleres), før den indvendige del er tøet eller har opnået en temperatur på over de 75 °C (som er den temperatur, der anbefales for at uskadeliggøre evt. bakterier). 
Indtrængningsdybden for mikrobølger er lille. For bl.a. vand og kartofler er den kun 4 mm, hvilket betyder, at det kan være en fordel at vælge opvarmningstiden ud fra, hvordan retten er arrangeret på tallerkenen. Således bør en rund stor klump kartoffelmos opvarmes over lang tid og ved lav effekt.
Smagen af nogle fødevarer ændres (forringes) allerede ved temperaturer over f.eks. 85 °C, så det kan anbefales at opvarme middagsretten over lang tid og med meget reduceret effekt (optøning).

## Tilberedning af middagsretter
Det er svært at opnå en bruningseffekt i en mikrobølgeovn, fordi vandfordampningen typisk vil forhindre en temperatur på over 120 °C. 
Bagning af knækbrød og bruning af bacon fungerer dog fint.
Blød flæskesvær kan skæres af stegen og ristes separat på en tallerken/glasfad til den er sprød. Plastikfade – der ellers er egnet til mikrobølgeovn – DUER IKKE, da høj temperatur af fedtet smelter plastikken. 
Der findes indpakningsmaterialer til færdige middagsretter, der indeholder en "Susceptor", så indpakningen er i stand til at modtage mikrobølgerne, og blive så varm at opvarmningstiden reduceres og så en bruningseffekt kan opnås.
Æg kan med fordel tilberedes i mikroovnen. Det er dog vigtigt, at ægget pakkes helt ind i sølvpapir og nedsænkes helt i vand (fx i et kaffekrus). Pakkes ægget ikke ordentligt ind i sølvpapir, trænger mikrobølgerne ind i ægget og opvarmer det inde fra. Dette vil resultere i, at ægget eksploderer. Dækkes alt sølvpapiret ikke af vand, vil der opstå gnister og i værste tilfælde brand.
Mikrobølgeovnen koger dog ikke mad indefra og ud. Mikrobølgestråling gennemtrænger mad og resulterer i direkte varme kun et lille stykke inden under overfladen (huddybde). For eksempel trænger mikrobølgefrekvenser omkring 1 cm ind i muskler (kød).

## Forventet opvarmningstid
Den forventede opvarmningstid kan beregnes ud fra, at en ovn på 1100 watt har en nytteeffekt på typisk 900 watt. Lave effekttrin fungerer ved en lang række tænd / sluk perioder af fuld effekt (periodetiden kan høres på ovnen). 
Ved fuld effekt vil opvarmning af 1 kg middagsret med tallerken (50% vand) tage f.eks. 5 minutter. 
På optøning (tænd-/sluktid = 1/8) vil det så tage 5 minutter * 8 = 40 minutter at afsætte samme energi.
Det er værd at bemærke følgende:
- Det er hovedsagelig vægten af vandindholdet, der er bestemmende for opvarmningstiden.
- Absorptionsevnen for mikrobølger er meget ulineær, så den del, der først er blevet 60°, bliver endnu hurtigt varmere.
- Mad opvarmet i mikrobølgeovnen bør altid hvile et par minutter før spisning, da temperaturen i retten stadig kan øges, efter at der er slukket for mikrobølgerne. (Dette kan forklares ved, at tilførte mikrobølgeenergi først er omsat til varme, når de roterende molekyler ved friktion er standset).

## Metal i mikrobølgeovn
Metal inde i en mikrobølgeovn skader ikke ovnens elektronik. Der er derimod andre sikkerheds-relaterede henseender: 
Lysbuer kan forekomme på stykker af metal, som ikke er beregnet til brug i mikrobølgeovn, og metalobjekter kan blive varme nok til at skade mad, hud, og indersiden af mikrobølgeovnen. Metalliske objekter, som er beregnet til brug ved mikrobølger, kan bruges i en mikrobølgeovn uden fare; eksempler inkluderer de metaliske overflader brugt i madindpakning og pizzabagningsforme.